# Hypoplectrus randallorum
Hypoplectrus randallorum is een straalvinnige vissensoort uit de familie van de zaag- of zeebaarzen (Serranidae). De wetenschappelijke naam van de soort werd voor het eerst geldig gepubliceerd in 2011 door Lobel.